# Грязєв Іван Якович
Іван Якович Грязєв (нар. 1882 — 1963) — український радянський діяч, секретар ЦКК КП(б)У, секретар Партійної колегії ЦКК КП(б)У. Член Центральної контрольної комісії КП(б)У в грудні 1921 — квітні 1923 і в травні 1924 — січні 1934 р. Кандидат у члени Центральної контрольної комісії КП(б)У в квітні 1923 — травні 1924 р. Кандидат у члени ЦК КП(б)У в січні 1934 — травні 1937 р. Член Центральної контрольної комісії ВКП(б) у грудні 1927 — січні 1934 р.

## Біографія
Працював слюсарем вагонних майстерень Південної залізниці в місті Харкові.
Член РСДРП(б) з 1905 року.
Один із керівників революційних виступів залізничників, організатор Червоної гвардії.
У 1917 році — член Харківської Ради робітничих і солдатських депутатів, член Харківського комітету РСДРП(б). У січні 1918 році брав участь у боях з військами Центральної ради під Лозовою.
Під час гетьманської Української Держави — на підпільній роботі в Харкові, один із організаторів збройного повстання харківських більшовиків проти української влади.
З 1920 року — на партійній та радянській роботі.
У 1924—1934 роках обирався секретарем та членом президії Центральної контрольної комісії КП(б)У, секретарем Партійної колегії Центральної контрольної комісії КП(б)У.